# Сегрейв, Гилберт (епископ Лондона)
Гилберт де Сегрейв (англ. Gilbert de Seagrave (Segrave); до 1258 — 18 декабря 1316) — английский прелат, епископ Лондона с 1313 года, канцлер Кембриджского университета около 1292—1293 годов, сын Николаса Сегрейва, 1-го барона Сегрейва, и Матильды де Люси. С 1279 года получал различные бенефиции и пребенды. В 1313 году, возможно, благодаря влиянию своего старшего брата Джона Сегрейва, 2-го барона Сегрейва, избран епископом Лондона, но через 3 года умер.

## Происхождение
Гилберт происходил из аристократического рода Сегрейвов, первые сведения о котором относятся к XII веку. Его первым известным представителем был Гилберт Фиц-Херевард, который в 1166 году получил от Уильяма де Бомона, 3-го графа Уорика, поместья Сегрейв в Лестершире и Брайлес в Уорикшире. Его сын Стефан Сегрейв во время правления Генриха III стал юстициарием Англии и сосредоточил в своих руках большие владения. Внук Стефана, Николас Сегрейв, владел поместьями, сосредоточенными в Дербишире, Уорикшире, Хантингдоншире, Лестершире и Нортгемптоншире, а в 1295 году был вызван в парламент как 1-й барон Сегрейв.
Николас был женат на Матильде (Мод), которая, вероятно, происходила из рода Люси. От этого брака у него родилось 5 сыновей и 2 дочери. Главным наследником владений и титулов стал старший из них, Джон Сегрейв, 2-й барон Сегрейв.

## Биография
Дата рождения Гилберта неизвестна, но судя по всему он родился в середине XIII века, поскольку первый бенефиций он получил в 1279 году, а по каноническому праву тогда ему должно было исполниться минимум 21 год. Поэтому он должен был родиться не позже 1258 года. Поскольку в лондонской хронике при описании интронизации Гилберта он назван магистром, то у него было высшее образование. Неизвестно, какой именно университет он закончил, но возможно, что это был Кембриджский университет, поскольку в 1292—1293 годах он был его канцлером.
Первым бенефицием Гилберта был приход Кегворт в Лестершире, который, вероятно, был предоставлен ему в 1279 году отцом. Тогда он был иподиаконом. В 1291 году он получил разрешение иметь несколько бенефициев. В 1293—1296 годах он был ректором Эйлстона в Лестершире. Начале XIV века Гилберт получил пребенды в соборных церквях Лондона, Херефорда и Линкольна, занимая пребенду Портупала в Лондоне в 1301 году, пребенду в Хундертоне в Херефорде вскоре после 1304 года и пребенду Святого Мартина в Дарнстоле в Линкольне с 12 августа 1302 года. Ко 2 июня 1306 года он был ректором собора Святого Павла в Лондоне, но при этом сохранял свои пребенды и будучи приходским священником Фенстентона в Хантингдоншире. Существует письмо от папы римского, датированное 4 июня 1306 года, которое даёт ему разрешение сохранить все пребенды, которые он получил ранее без папского разрешения.
16 или 17 августа 1313 года Гилберт, возможно, благодаря влиянию своего старшего брата Джона Сегрейва, 2-го барона Сегрейва, был избран епископом Лондона. Король Эдуард II дал своё согласие на данное назначение 22 августа, а 17 сентября Гилберт был утверждён настоятелем церкви Христа в Кентербери, поскольку пост архиепископа Кентерберийского в это время был вакантен. 25 ноября его рукоположил епископ Уинчестерский Генри Вудлок. В тот же день новый епископ заложил первый камень в основание святыни святого Эрконвальда.
О епископстве Гилберта сохранилось мало сведений. Известно, что у него были плохие отношения с архиепископом Кентерберийским Уолтером Рейнольдсом, но похоже, что Гилберт неплохо справлялся со своими обязанностями. 18 апреля 1314 года он начал объезд своей епархии, лично посетив собор Святого Павла, в мае лично освятил несколько алтарей в церквях. 26 мая того же года Гилберт присутствовал на собрании в Блэкфрайарсе в Лондоне. Судя по всему, он не практиковал кумовство: хотя в сохранившихся списках каноников церкви Святого Павла встречаются двое Сегрейвов, но ни один из них не был назначен при жизни епископа. Гилберт вёл епископский реестр, но до нашего времени из него дошёл только отрывок, содержащий информацию о послаблении для тех, кто занимается ремонтом ткани собора Святого Павла, а также письмо с просьбой помочь в получении для назначенного папой кардинала Раймунда де Фарга доходов от его бенефициара в епархии.
Гилберт умер 18 декабря 1316 года и был похоронен 30 декабря, но информации о месте его захоронения не сохранилось.